# Supí hnízdo
Supí hnízdo (též Supí koš, německy Geyerskorb) je vrch a skalní útvar v Národní přírodní rezervaci Broumovské stěny.
Skála o nadmořské výšce 704 m se nachází nedaleko horní části Kovářovy rokle a je součástí hřebene Broumovských stěn. Z vrcholu skály je dobrý výhled do okolí. Přístupný je pomocí červené turistické značky od chaty Hvězda.

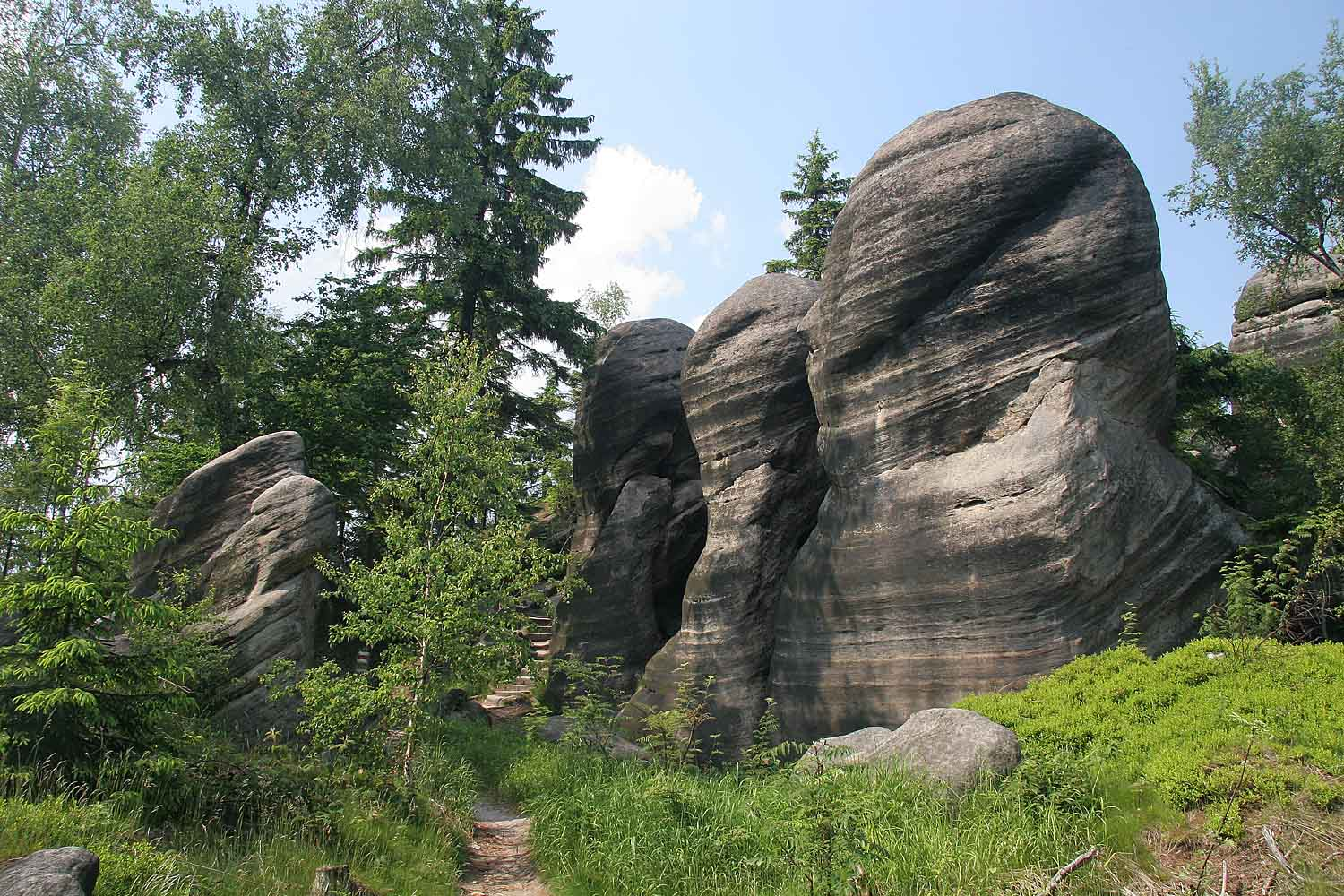
Vyhlídka Supí hnízdo - pod vyhlídkou
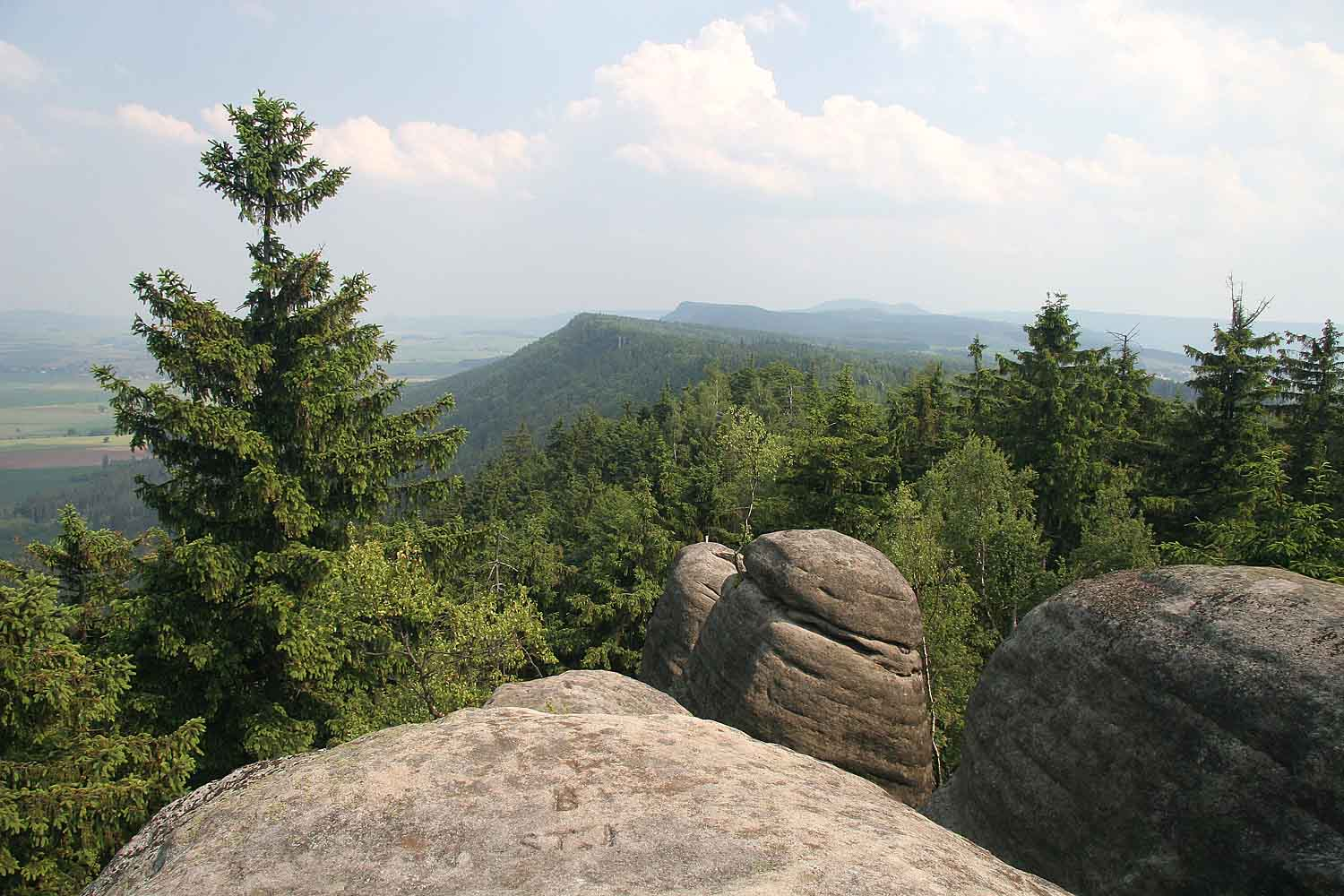
Vyhlídka Supí hnízdo - pohled ke Slavnému
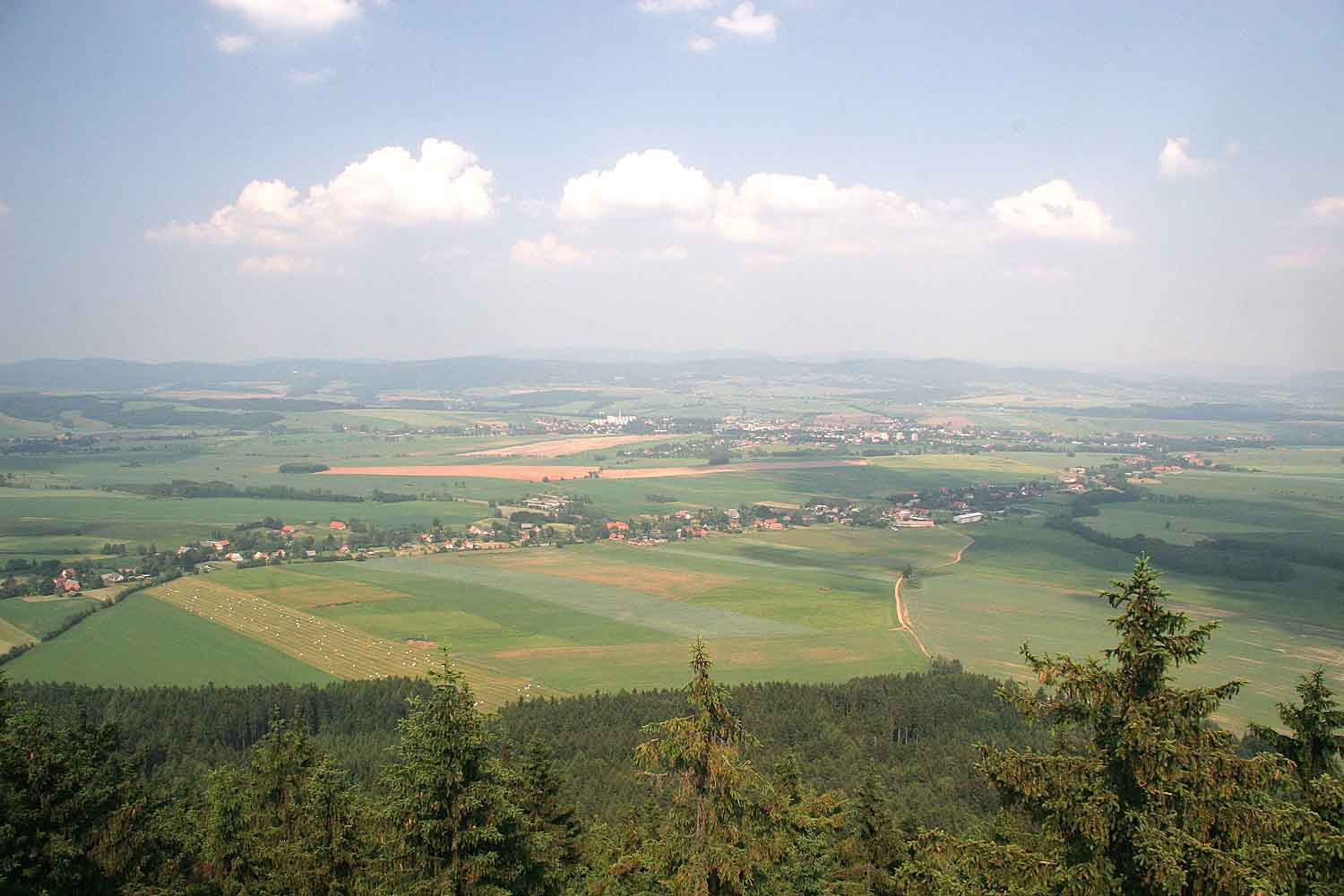
Vyhlídka Supí hnízdo - pohled na Broumov